# Augustowo (powiat żniński)
Augustowo – wieś w Polsce położona w województwie kujawsko-pomorskim, w powiecie żnińskim, w gminie Barcin w pobliżu drogi wojewódzkiej nr 254. Wieś jest częścią składową sołectwa Kania.
W latach 1975–1998 miejscowość administracyjnie należała do województwa bydgoskiego.